# Meritxell Calvo
Pour les articles homonymes, voir Calvo et Marco.
Meritxell Calvo i Marco, née à Barcelone le 27 août 1986, est une actrice et comédienne de théâtre catalane.
Son rôle dans Smiley, la série de Netflix, l'a popularisée, notamment en Europe.

## Biographie
Meritxell Calvo est une ancienne étudiante de l'Institut del Teatre de Barcelone. Elle débute en 2013 au Teatre Goya dans l'œuvre la Vénus à la fourrure, sous la direction d'Héctor Claramunt. 
Elle est membre fondateur de la troupe La Pulpe à Barcelone.
En 2015, elle interprète le rôle de Françoise de Foix dans la série de TVE Carlos, rey emperador.
En 2018, est rejoint le casting d'Amar es para siempre sur Antena 3.
En 2022, la série Smiley de Guillem Clua, avec Carlos Cuevas, Miki Esparbé, Pepón Nieto et Cedrick Mugisha, la propulse au niveau international.
En 2023, elle interprète le rôle de Carmen dans la série Dévoré par les flammes (El cuerpo en llamas)

## Récompenses
- Prix Anna Lizarán[5].